# Pyracantha fortuneana

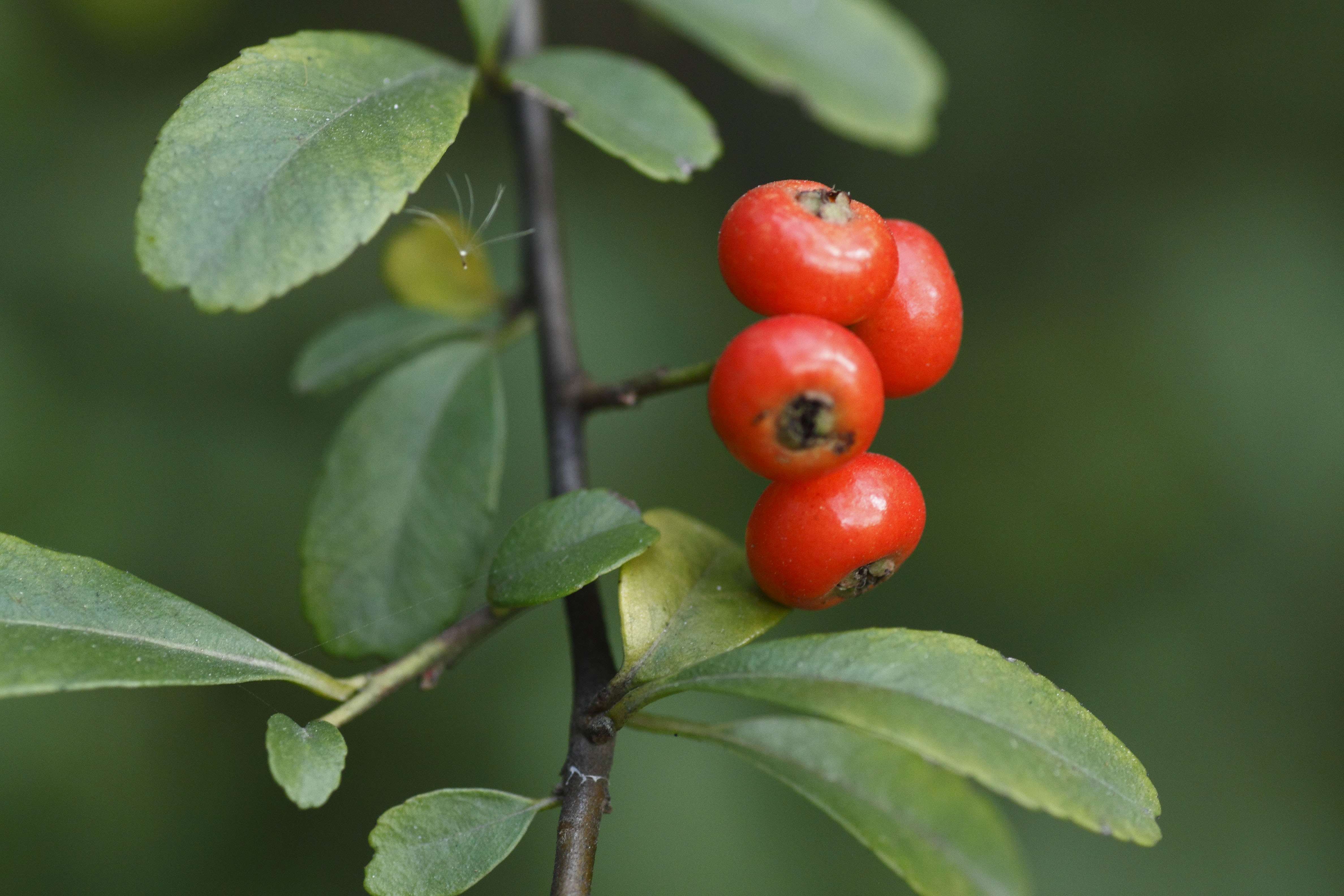
Pyracantha crenatoserrata fruto

Pyracantha fortuneana, es una especie de pequeño arbusto perteneciente a la familia de las rosáceas.
Es un arbusto rastrero que se cultiva por sus frutas decorativas de color rojo brillante, llamados pomos (erróneamente llamados bayas). Las flores son de color blanco. Sobreviven en los climas cálidos. No tolera las heladas, pero puede soportar la sequía. Esta especie es originaria de China central.

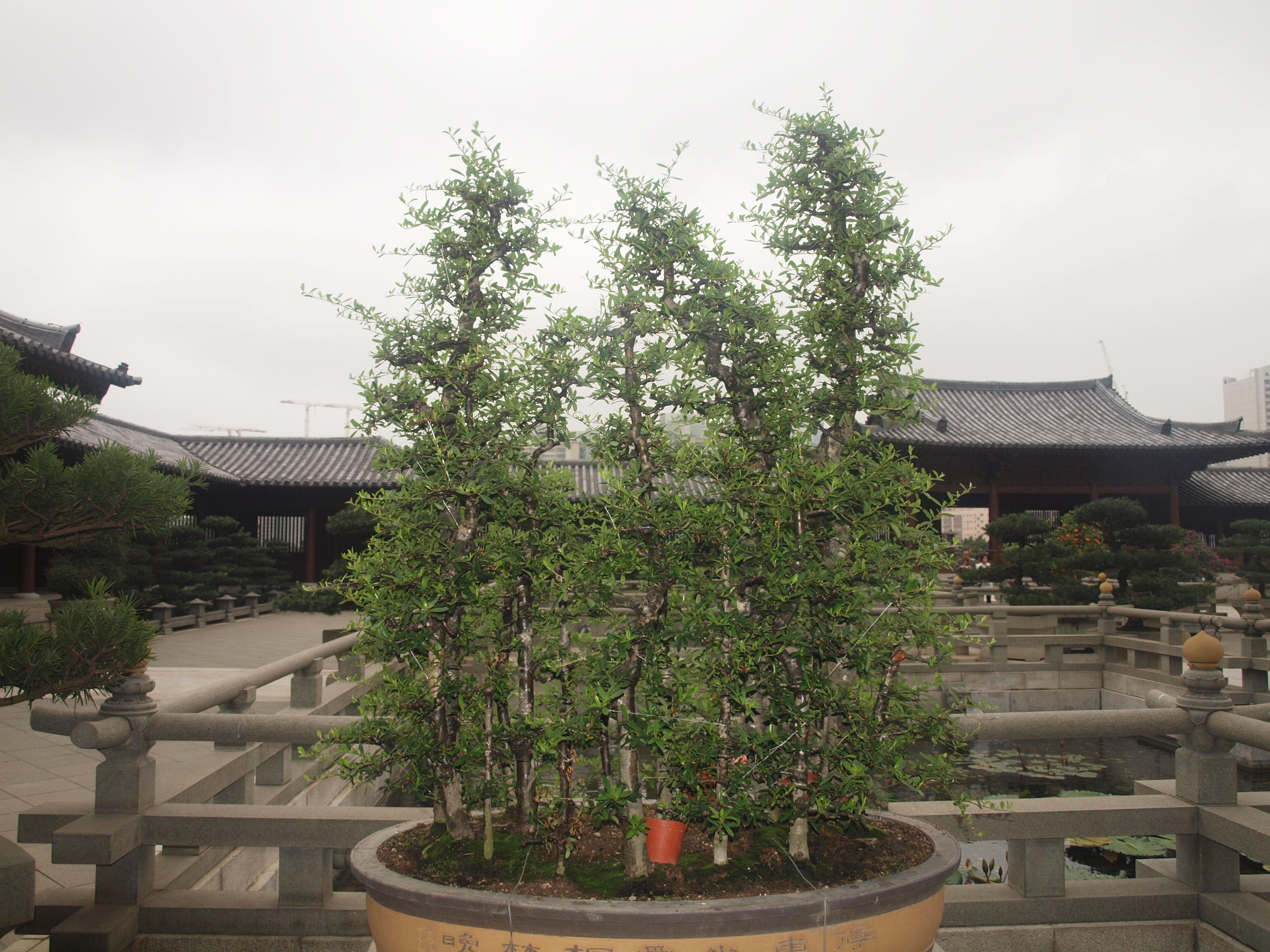
Vista de la planta

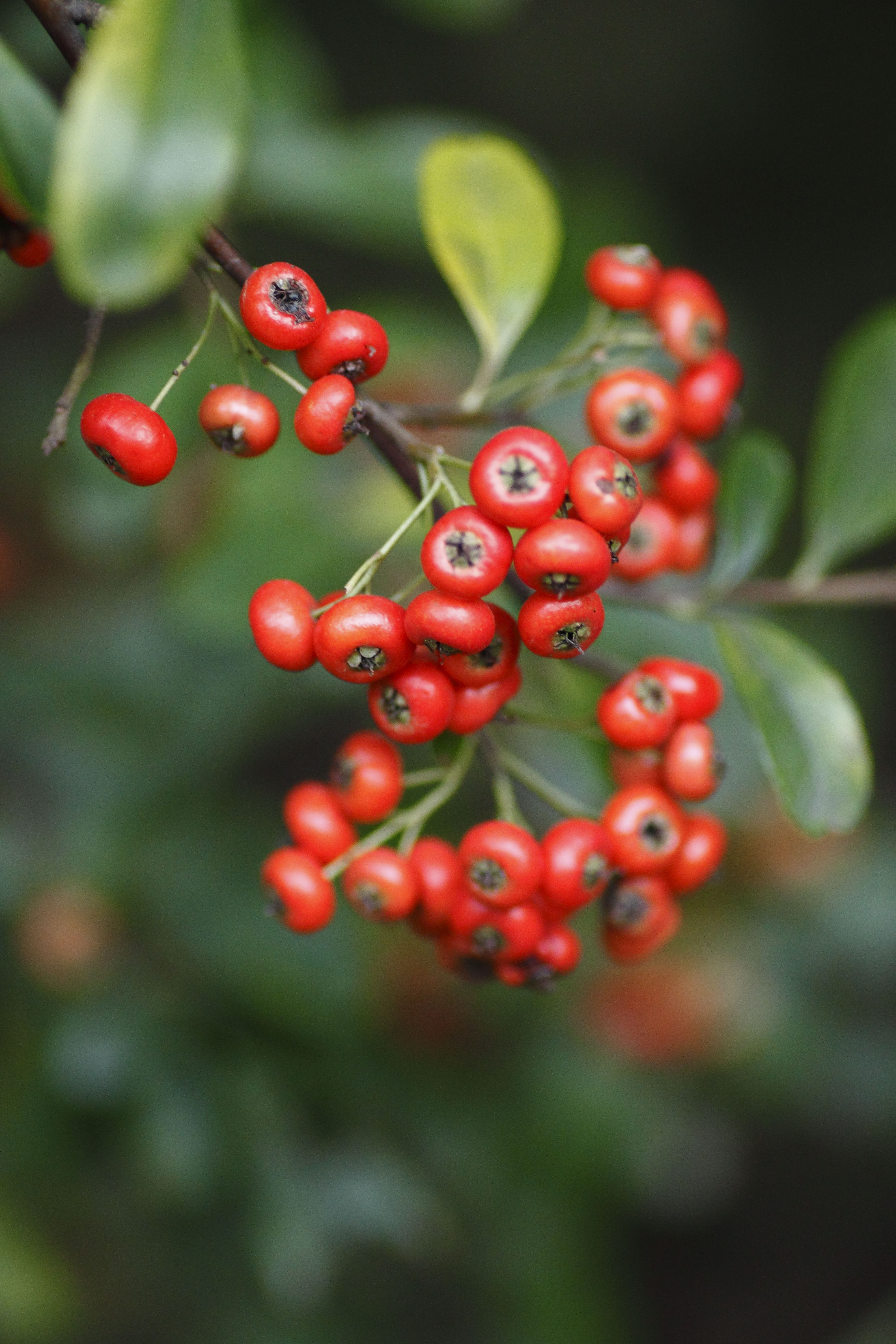
Frutos

## Descripción
Es un arbusto que alcanza hasta los 3 m de altura. Las ramas laterales cortas, puntiagudas, ramitas jóvenes pubescentes oxidadas, de color marrón oscuro y glabrescentes en la vejez. Pecíolo glabro o ligeramente pubescentes al principio; limbo obovado u obovado-oblongas, de 1.5-6 × 0.5-2 cm, ambas superficies glabras, la base cuneiforme, el margen serrado con dientes curvos, el ápice obtuso o emarginado, a veces poco apiculado. La inflorescencia en corimbo laxo, de 3-4 cm de diám.; brácteas caducas, lanceoladas. Pedicelo ca. 1 cm,  Flores de 1 cm de diámetro. Hipanto campanulado, con envés glabro. Sépalos triangulares, 1-1.5 mm, glabros. Pétalos suborbiculares, de 4 x 3 mm. El fruto es un pomo rojo anaranjado o rojo oscuro, subgloboso, de 5 mm. Fl. mar-mayo, fr. agosto-noviembre.

## Distribución y hábitat
Se encuentra en matorrales, a los lados de arroyos y bordes de carreteras, a una altitud de 500 - 2800 metros en Fujian, Guangxi, Guizhou, Henan, Hubei, Hunan, Jiangsu, Shaanxi, Sichuan, Xizang, Yunnan y Zhejiang en China.

## Taxonomía
Pyracantha fortuneana fue descrita por (Maxim.) H.L.Li y publicado en Journal of the Arnold Arboretum 25(4): 420, en el año 1944.
Etimología
Pyracantha: nombre genérico que deriva de las palabras griegas: pyr para "fuego" y akantha para "espinas" en referencia al color de los frutos y las espinas.
fortuneana: epíteto latíno 
Citología
El número de cromosomas es de:  2n = 34 
Sinonimia
- Photinia crenatoserrata Hance
- Photinia fortuneana Maxim.
- Pyracantha crenatoserrata (Hance) Rehder
- Pyracantha crenulata var. yunnanensis M. Vilm. ex Mottet
- Pyracantha gibbsii var. yunnanensis (M. Vilm. ex Mottet) Osborn
- Pyracantha yunnanensis (M. Vilm. ex Mottet) Chitt.[5]